# Otto Steurer
Otto Friedrich Steurer (* 9. November 1893 in Freudenstadt; † 29. Juli 1959 in Hamburg) war ein deutscher HNO-Arzt und Hochschullehrer. Er war Rektor der Universität Rostock.

## Leben
Otto Steurer war der Sohn des Färbermeisters Carl Steurer (1857–?) und dessen Ehefrau Karoline  (1865–?) geborene Kempf. Nach Ablegung des Abiturs in Eßlingen am Neckar absolvierte er von 1911 bis 1917 ein Studium der Medizin an der Eberhard Karls Universität Tübingen und der Kaiser-Wilhelms-Universität Straßburg, unterbrochen von der durchgehenden Teilnahme am Ersten Weltkrieg. Er schloss 1917 sein Studium mit dem Staatsexamen ab, wurde approbiert und im selben Jahr in Tübingen zum Dr. med. promoviert. Ab 1919 war er als Assistent am Pathologischen Institut der Universität München tätig, und wechselte – mittlerweile Facharzt für Hals-Nasen-Ohren-Heilkunde – 1921 an die Hals-Nasen-Ohrenklinik der Universität Jena. Nachdem er sich 1923 in Tübingen für Hals-Nasen-Ohrenheilkunde habilitiert hatte, wirkte er anschließend als Oberarzt und zunächst Privatdozent (ab 1927 als außerordentlicher Professor) an der Hals-Nasen-Ohrenklinik der Universität Tübingen.
Steurer wurde 1929 als Nachfolger von Otto Körner als Professor für Otiatrie, Rhinologie und Laryngologie an die Universität Rostock berufen, wo er auch als Direktor der Universitätsklinik und Poliklinik für Hals-, Nasen- und Ohrenkrankheiten vorstand. Ab 1933 war er für ein Jahr Dekan der medizinischen Fakultät, ab 1939 zunächst Prorektor und von 1941 bis 1944 Rektor der Universität Rostock. Während der Zeit des Nationalsozialismus trat er 1934 dem NS-Lehrerbund, 1937 der NSDAP und 1940 dem NS-Dozentenbund bei. Des Weiteren gehörte er dem NS-Reichskriegerbund, dem NS-Altherrenbund, dem Reichsluftschutzbund an und war förderndes Mitglied der SS. Im Juni 1942 wurde er mit dem Kriegsverdienstkreuz II. Klasse mit Schwertern ausgezeichnet. Steurer wurde 1940 in die Leopoldina aufgenommen.
Anfang April 1945 übernahm Steurer kommissarisch den Lehrstuhl für Hals-Nasen-Ohrenheilkunde an der Universität Hamburg, wo er 1946 zum ordentlichen Professor berufen wurde und die Hals-Nasen-Ohrenklinik leitete. Er machte sich um die Modernisierung der Hamburger HNO-Klinik verdient. Seine Forschungsschwerpunkte „waren die pathologische Histologie und die Röntgenologie“ der HNO-Heilkunde. Steurer starb 1959 plötzlich an einem Herzinfarkt.
Von 1930 bis 1939 war er Herausgeber der Fachzeitschrift Der Hals-Nasen-Ohrenarzt, ab 1948 des Zentralblatts für Hals-Nasen-Ohrenheilkunde und der Beihefte zur Zeitschrift für Hals-Nasen-Ohrenheilkunde sowie ab 1949 des Archivs für Ohren-, Nasen- und Kehlkopfheilkunde. Er war Herausgeber des in mehrfacher Auflage erschienenen und ergänzten Lehrbuchs der Hals-, Nasen- und Ohrenkrankheiten von Otto Körner.

## Schriften (Auswahl)
- Über Blutungen aus dem Ohr und den oberen Luftwegen infolge vasomotorischer Störungen, Dissertation an der Universität Tübingen 1917
- Beiträge zur pathologischen Anatomie und Pathologie der tympanogenen Labyrinthentzündungen, Habilitationsschrift an der Universität Tübingen 1923